# Festival international du film Imedghassen
Le Festival international du film Imedghassen (en arabe : مهرجان إيمدغاسن السينمائي الدولي) est un événement international annuel fondé en 2019 en Algérie et organisé par la Coopérative Culturelle El lemssa, accréditée par le Ministère de la Culture et des Arts. Il a lieu périodiquement chaque année dans la ville de Batna. L'événement est une compétition dans les professions de la cinématographie, ainsi que des ateliers de formation, des forums et des excursions touristiques. La démonstration tire son nom du mausolée numide d'Imedghassen, situé dans la région. La première session a eu lieu en mars 2021.

## Récompenses et prix
Catégorie de la compétition internationale :
- Meilleur court métrage international
- Meilleur réalisateur international
- Meilleur scénario international
- Meilleure réalisation internationale
- Meilleur montage international
- Meilleur acteur international
- Meilleure actrice internationale
- Prix spécial du jury international